# Parigi-Tours 1995
La Parigi-Tours 1995, ottantanovesima edizione della corsa e valevole come decima e penultima prova della Coppa del mondo 1995, si svolse il 15 ottobre 1995, per un percorso totale di 250 km. Fu vinta dall'italiano Nicola Minali, al traguardo con il tempo di 5h45'55" alla media di 43,363 km/h.
Partenza a Parigi con 167 ciclisti di cui 131 portarono a termine il percorso.

## Ordine d'arrivo (Top 10)
| Pos. | Corridore          | Squadra          | Tempo    |
| ---- | ------------------ | ---------------- | -------- |
| 1    | Nicola Minali      | Gewiss-Ballan    | 5h45'55" |
| 2    | Andrej Čmil        | Lotto-Isoglass   | s.t.     |
| 3    | Sven Teutenberg    | Novell Soft.     | s.t.     |
| 4    | Jürgen Werner      | Deutsche Tel.    | s.t.     |
| 5    | Johan Capiot       | Refin-Mobilvetta | s.t.     |
| 6    | Hendrik Redant     | TVM              | s.t.     |
| 7    | Adriano Baffi      | Mapei-GB         | s.t.     |
| 8    | Lars Michaelsen    | Festina-Lotus    | s.t.     |
| 9    | Michele Bartoli    | Mercatone Uno    | s.t.     |
| 10   | Gabriele Missaglia | Brescialat       | s.t.     |